# Montecristo
Montecristo é uma ilha italiana do arquipélago Toscano (região da Toscana), no mar Tirreno. Pertence à comuna  de Portoferraio (província de Livorno).
A ilha é constituída quase exclusivamente de granito. A ilha não é muito habitada, reside no local somente um vigia com sua família, alguns Toscanos, e algum agente do corpo florestal. Isso favoreceu a preservação da flora e da fauna.
A família da ilha mora em um pequeno castelo do século XVII, e mantém uma produção reservada de vinhos à maneira antiga, prensando as vinhas com pés em tonéis de madeira. Pela escassez de meios de viver nos anos entre 1800 e 1900, boa parte da família embarcou em navios saídos da Itália tendo como destino a América, principalmente Brasil e México, além de Estados Unidos e Canadá.
A ilha inspirou Alexandre Dumas em sua obra literária O Conde de Monte Cristo, porém a geografia da ilha atualmente não corresponde com o aspecto descrito no livro.

## Histórico
A história da ilha começa com a [Idade do Ferro]. Os etruscos exploraram as florestas de carvalhos necessários para abastecer as florescências da  o continente onde o minério de ferro das minas de Elba foi derretido. Os gregos deram a Montecristo seu nome conhecido mais antigo, Oglasa ou Ocrasia, depois da cor amarelada das rochas. Os romanos, no entanto, sabiam que sob o nome "Mons Jovis", e erigiu um altar para Iuppiter Optimus Maximus na montanha mais alta, da qual alguns traços permanecem. Durante a era imperial, os romanos abriram algumas pedreiras para extrair granito, talvez usado na construção de moradias nas ilhas de Giglio, Elba e Giannutri.